# 海野信親
海野 信親（うんの のぶちか）は、戦国時代から安土桃山時代かけての人物。甲斐の戦国大名で武田氏当主の武田信玄（晴信）の次男。武田 竜芳（たけだ りゅうほう）又は武田 竜宝 とも、諱は勝重（かつしげ）とも呼ばれる。
幼名は二郎。母は三条の方（三条院殿）で、晴信嫡男の義信、夭折した信之は同母兄弟、晴信四男で武田家家督を継承する武田勝頼は異母弟にあたる。

## 生涯

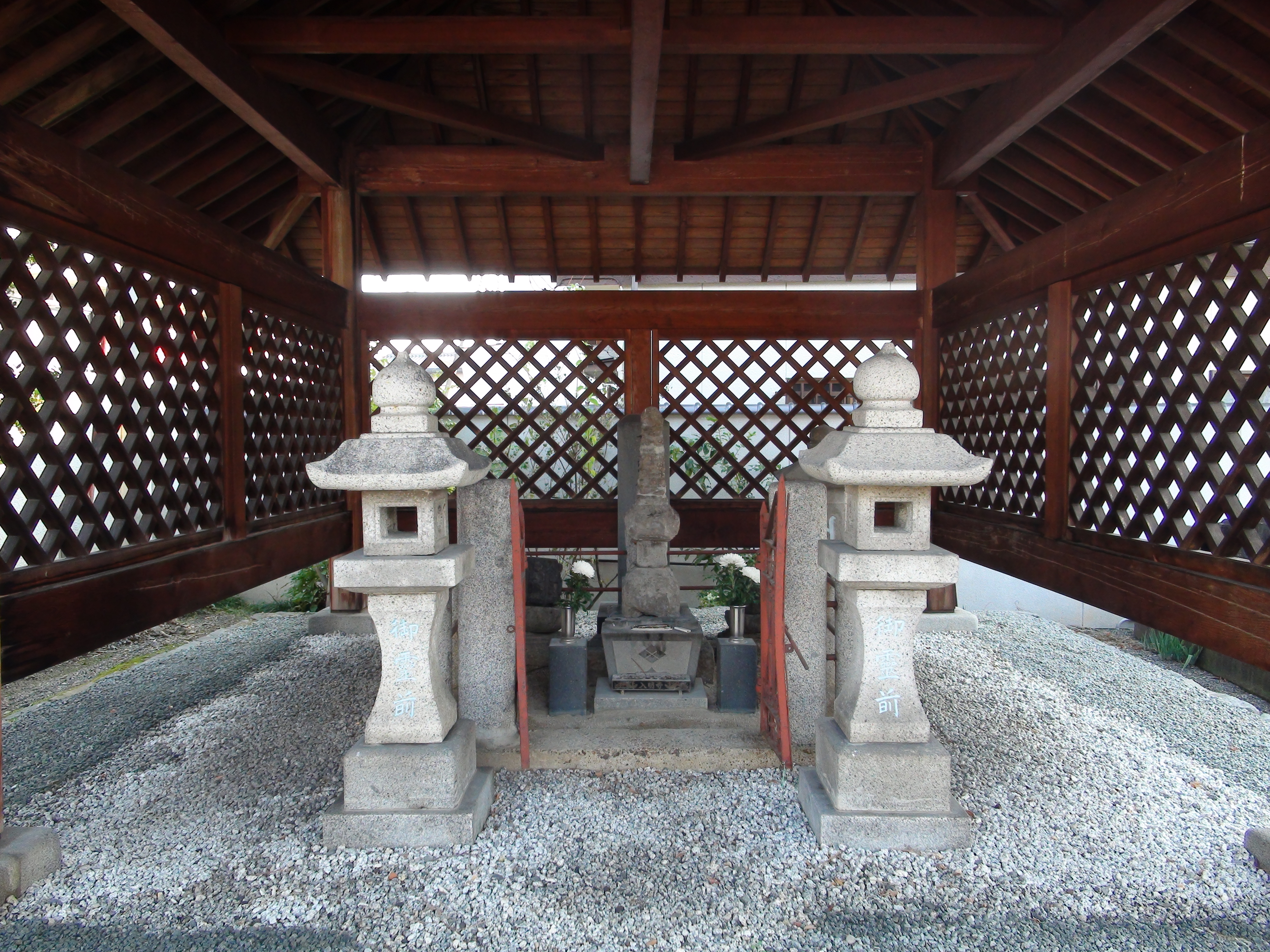
武田竜芳（海野信親）墓所
甲府市入明寺（2013年11月18日撮影）

『甲陽軍鑑』によれば信親は盲目であったと伝えられている。失明の時期については『甲斐国志』は生まれながらの盲目であったとする説を採っている。
近年は、弘治2年武田晴信願文写の存在から幼少期の失明であった可能性も指摘されている。願文には信玄が、疱瘡にかかった息子の目が治癒する事を願う内容が記されているという。
信玄期の信濃侵攻で征服した信濃小県郡の国衆・海野幸義の娘を娶り海野氏の名跡を継承するが、一向宗（浄土真宗）の僧である長延寺 実了師慶の弟子となり出家し、竜芳と号した。
信親は半俗半僧の身で、『軍鑑』では御親族衆には含めず、政治の表舞台に出ることがない幼年男子や側室、女子などに用いられる「様」付呼称で「御聖導様」（ごしょうどうさま）と称されている。
永禄8年（1565年）には兄の武田義信が謀反により東光寺に幽閉された（義信事件）。竜芳は盲目で弟の信之は夭折していたため、武田家の家督は異母弟の勝頼が継承した。
天正10年（1582年）、織田信長による甲斐侵攻の際は甲斐入明寺に匿われたものの、天目山の戦いにおける勝頼敗死の知らせを聞くや、同寺で自殺したとも殺害されたとも伝えられる。3月7日、武田家滅亡の4日前に信長の嫡子・織田信忠により殺害されたともいわれる。享年42。法名は長元院殿釈潭竜芳大居士。

## 子孫
一族の穴山信君（梅雪）の娘を娶り、その間に儲けた子の信道は出家して顕了道快と号し、織田家による残党狩りを逃れたが、大久保長安事件に連座して伊豆大島に流された。紆余曲折を経て赦免された後に江戸幕府の高家として命脈を保った。また、妹の信松院殿に匿われた女子もある。